# Saint-Geoire-en-Valdaine
 Saint-Geoire-en-Valdaine  es una población y comuna francesa, en la región de Ródano-Alpes, departamento de Isère, en el distrito de La Tour-du-Pin y cantón de Saint-Geoire-en-Valdaine.

## Demografía
| 1341 | 1333 | 1351 | 1570 | 1819 | 1979 |
| Para los censos de 1962 a 1999 la población legal corresponde a la población sin duplicidades (Fuente: INSEE [Consultar]) |      |      |      |      |      |

## Puntos de interés
- Arboretum du Val d'Ainan